# Puerto Martin
Puerto Martín (en francés: Port-Martin) fue la primera estación de investigación científica de Francia en la Antártida. Actualmente en ruinas, se encuentra en el cabo Margerie en la costa de la Tierra Adelia, en la bahía o fondeadero también llamada Puerto Martin.

## Historia
La construcción de una base francesa en la Tierra Adelia fue programada por la expedición que partió de Brest en noviembre de 1948, y que llegó a la Antártida el 11 de febrero de 1949. Esta expedición no pudo tomar tierra debido a las condiciones desfavorables del hielo en el área. Una nueva expedición liderada por André-Franck Liotard desembarcó el 18 de enero de 1950 del barco Commandant Charcot. Dos días después seleccionaron el lugar para la construcción de la base, que fue establecida por Liotard y un equipo de 11 hombres, que construyeron un edificio principal con varios anexos para alojar a los científicos. Recibió el nombre en homenaje al expedicionario J. A. Martin, quien era el segundo al mando de la expedición y murió durante el viaje a la Antártida. Los científicos realizaron observaciones meteorológicas y magnéticas. El 8 de febrero partió de la base el Commandant Charcot.
En 6 de enero de 1951 el equipo fundador de la base fue relevado por otro de 17 miembros bajo el liderazgo de Michel Barré llegado en el Commandant Charcot. Durante el año siguiente ampliaron el edificio principal y continuaron con el programa de investigación. Este segundo equipo fue relevado el 14 de enero de 1952 por un grupo liderado por René García y otros dos investigadores llegados en el barco Tottan, mientras otro grupo de 4 personas liderado por Mario Marret se dedicó a construir una base secundaria en la isla de los Petreles, a unos 60 km al oeste en el archipiélago de Punta Geología.
Entre el 21 y 22 de marzo de 1951 se registró allí la mayor media de velocidad del viento en el período de un día: 174 km/h.
En la noche del 23 al 24 de enero de 1952 la base de Puerto Martin fue destruida por un incendio en su edificio principal. No hubo heridos entre el personal, pero los tres fueron evacuados hacia la isla de los Petreles por el barco que los había llevado allí, que aún se hallaba en las cercanías. Junto al grupo liderado por Marret pasaron el invierno en los Petreles, quedando así abandonada la base de Puerto Martin. El pequeño observatorio de la isla de los Petreles fue conocido como Base Marret y fue abandonada el 14 de enero de 1953 cuando su personal fue evacuado en el Tottan. En 1956 fue construida allí la Estación Dumont d'Urville.

## Sitio histórico y área protegida
Desde 1952 el lugar ha permanecido prácticamente inalterado. Lo que queda en Puerto Martin son los edificios auxiliares de la base, incluyendo un refugio y los cobertizos para depósito de carbón y suministros, enterrados en la nieve. Representa un sitio óptimo para el diseño de métodos arqueológicos y técnicas en condiciones climáticas extremas. Es considerado un valioso monumento arqueológico, así como un sitio histórico y un área de 0,17 km² está protegida por el Sistema del Tratado Antártico como Zona Antártica Especialmente Protegida (ZAEP) N°. 166 desde 2006
También ha sido designado Sitio y Monumento Histórico de la Antártida (SMH) N°. 46 en 1985, luego de que fuera propuesto por Francia durante un encuentro consultivo del Tratado Antártico. La custodia y administración de la ZAEP N°. 166 y del SMH N°. 46 está a cargo de Francia.